# Gottlieb Reber
Gottlieb Friedrich Reber (* 23. März 1880 in Lage; † 15. Juli 1959 in Lausanne) war ein deutscher Kunstsammler und Kunsthändler.

## Leben
Der Sohn eines evangelischen Pfarrers stammte aus einer Familie von elf Kindern. Er heiratete 1906 Erna Sander, die Tochter eines Textilfabrikanten aus Barmen (heute Wuppertal-Barmen). 1918 zog er mit ihr und Tochter Gisèle nach München, im Folgejahr nach Luzern, später nach Ascona und Lugano. Von 1928 bewohnte die Familie Reber für zehn Jahre das Schloss Béthusy in Lausanne. 
Reber begann um 1906, französische Kunst des 19. Jahrhunderts zu sammeln. Er besaß 27 Gemälde Cézannes, dazu Werke von Camille Corot, Gustave Courbet, Édouard Manet, Auguste Renoir, Edgar Degas, Paul Gauguin und Vincent van Gogh. Er kaufte bei Daniel-Henry Kahnweiler, Ambroise Vollard und Léonce Rosenberg in Paris sowie bei Alfred Flechtheim in Berlin. Bereits 1921 erwarb er Werke von Pablo Picasso und anderen Kubisten. In den frühen 1930er Jahren verfügte er über etwa fünf Dutzend Bilder von Picasso. Dazu kamen sechzehn Arbeiten von Georges Braque, elf von Fernand Léger und neunundachtzig von Juan Gris.
Reber war befreundet mit Carl Einstein und gab mit ihm ab 1929 die französischsprachige surrealistische Zeitschrift Documents heraus. Einstein widmete ihm das Kapitel über den Kubismus in seinem Buch Die Kunst des 20. Jahrhunderts. Renée Sintenis modellierte 1927 eine Bildnisbüste. Max Beckmann fertigte 1929 ein Porträt von Reber, das sich heute im Wallraf-Richartz-Museum befindet. Im Mai 1930 trafen sich Fernand Léger, Carl Einstein und Reber im Schloss Béthusy.
Reber kam nach 1933 nicht mehr nach Deutschland. Walter Andreas Hofer begleitete ihn zwischen 1930 und 1934 auf Reisen nach Großbritannien, Frankreich, den Niederlanden und Italien. Irmgard Fritsch, die Schwester von Frau Hofer, arbeitete als Sekretärin für ihn. Reber verließ im Sommer 1941 die Schweiz und ließ sich in Florenz und Rom nieder. Er stellte Hofer, dem Kunstagenten Hermann Görings, den einflussreichen Kunsthändler Alessandro Contini-Bonacossi vor. Am 30. Oktober 1940 lieferte er Göring das Bildnis einer Dame von Lucas Cranach dem Jüngeren für 18.000 Schweizer Franken. Am 2. Januar 1941 gelangte ein Tondo von Lorenzo di Credi durch Rebers Vermittlung als Geschenk an den Leiter der Haupttreuhandstelle Ost in Berlin.
Während des Zweiten Weltkriegs wurde Reber Hofers wichtigster Aufkäufer in Italien. Er stützte sich hauptsächlich auf die Hilfe von Contini-Bonacossi. Hofer bezahlte Reber zehn Prozent Provision für alle Einkäufe. Zumindest ein Gemälde, ein Damenbildnis der friulanisch-venezianischen Schule des 16. Jahrhunderts, wurde an den „Sonderauftrag Linz“ verkauft. Reber erklärte, dass solche Kunstschätze anstandslos aus Italien in Sonderzügen ausgeführt werden konnten.
1943 wurde Reber die deutsche Staatsangehörigkeit entzogen. Später verweigerte ihm die Schweiz ein Einreisevisum. Er blieb in Italien. 1947 erfuhr er in Florenz, dass sein Gemälde von Cézanne Knabe mit der roten Weste in Lausanne beschlagnahmt wurde. Im August 1948 konnte er das Bild für 400.000 Schweizer Franken an Emil Georg Bührle verkaufen.